# 크라스노야르스크 댐

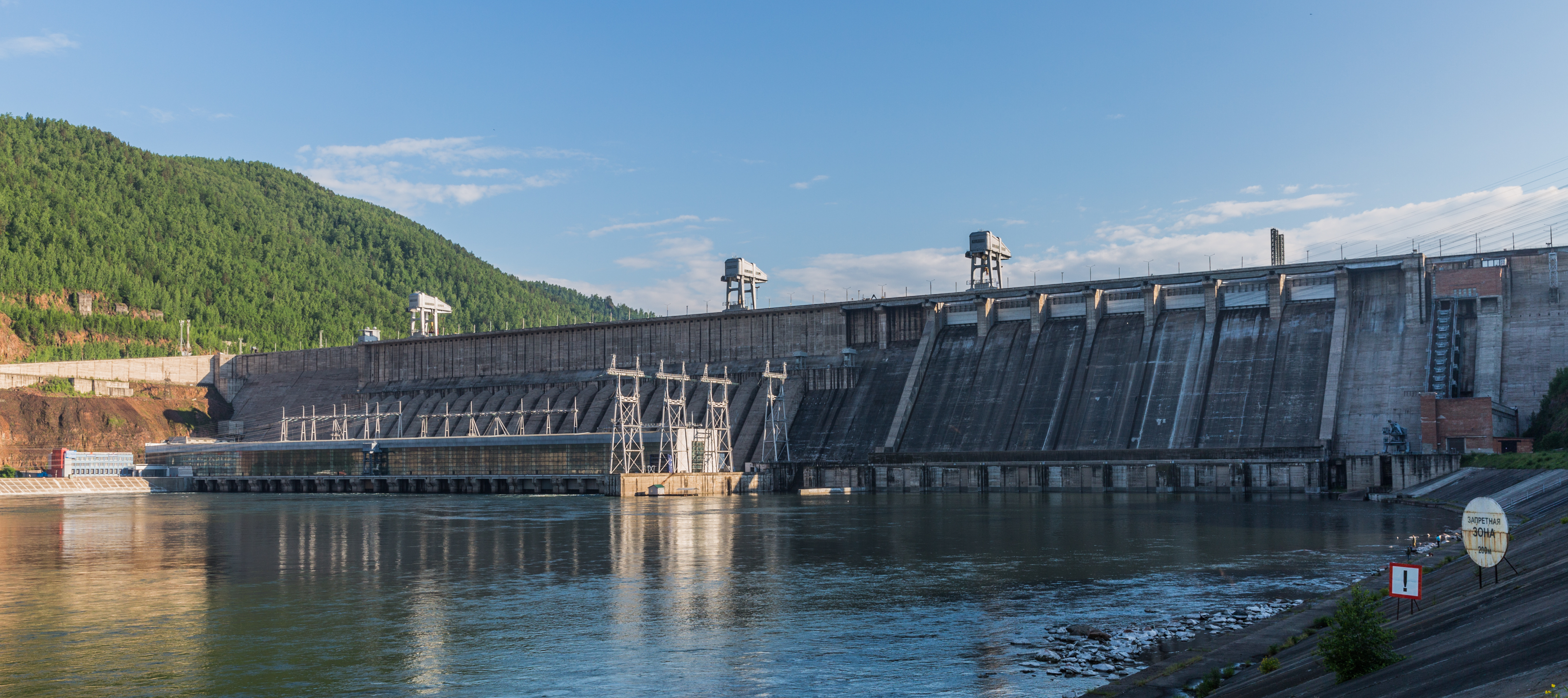
크라스노야르스크 댐 (디브노고르스크, 크라스노야르스크 지방)

크라스노야르스크 댐은 러시아 디브노고르스크의 크라스노야르스크에서 약 30 킬로미터 (19 mi) 상류에 위치한 예니세이강에 건설된 124-미터 (407 ft) 높이의 콘크리트 중력댐이다. 1956년부터 1972년까지 건설되었으며, 주로 크라스노야르스크 알루미늄 공장(KrAZ, Krasnoyarsky Aluminievyy Zavod)에 전력을 공급하는 데 사용되는 약 6,000 MW의 전력을 생산한다. 발전소와 알루미늄 공장 모두 루살 회사에서 관리한다.

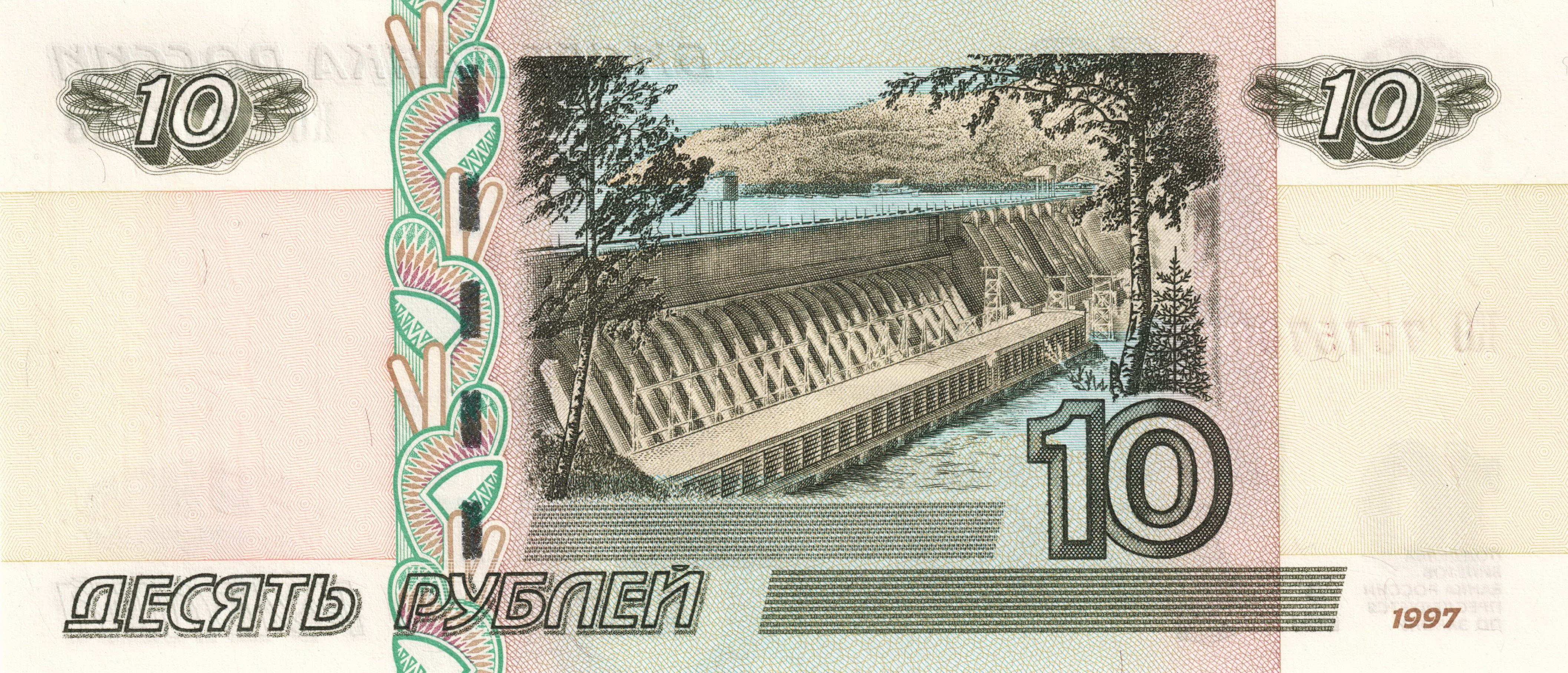
러시아 10루블 지폐에 그려진 크라스노야르스크 댐.

1971년 4월 10번째 터빈 가동을 시작으로 발전소는 1983년 워싱턴주의 그랜드쿨리댐이 6,181 MW에 도달할 때까지 세계 단일 최대 발전소였다. 크라스노야르스크 댐은 크라스노야르스크의 상징적인 랜드마크로 여겨지며, 10루블 지폐에 묘사되어 있다.
댐 건설의 결과로 크라스노야르스크 저수지가 조성되었다. 비공식적으로 크라스노야르스크 해로 알려진 이 저수지는 2,000 제곱킬로미터 (770 mi2)의 면적과 73.3 세제곱킬로미터 (18 cu mi)의 부피를 가진다. 길이는 388 km (241 mi)이고 가장 넓은 곳의 폭은 15 km (9 mi)이며, 평균 깊이는 36.6 m (120.1 ft), 댐 근처의 깊이는 105 m (344 ft)이다.
크라스노야르스크 댐은 지역 기후에 상당한 영향을 미친다. 보통 강은 혹독한 시베리아 겨울에 얼어붙지만, 댐이 일년 내내 얼지 않은 물을 방류하기 때문에 댐 바로 하류의 200 킬로미터 (120 mi)에서 300 킬로미터 (190 mi) 구간은 결코 얼지 않는다. 겨울에는 차가운 공기가 따뜻한 강물과 상호 작용하여 안개를 생성하며, 이는 크라스노야르스크와 다른 하류 지역을 뒤덮는다.

## 선박 리프트

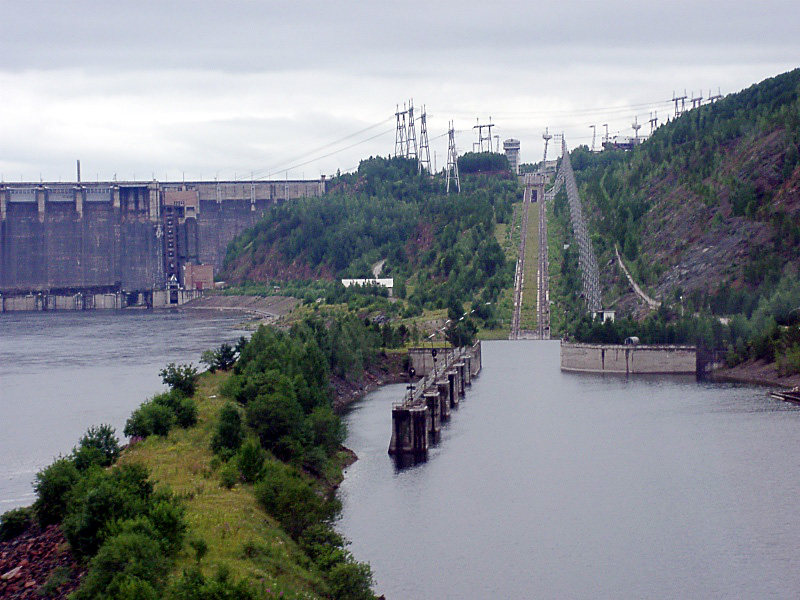
댐의 경사 수송로, 전동 랙식 철도

이 댐에는 선박 통과를 허용하는 경사 수송로가 설치되어 있다. 이는 실제로 전동 랙식 철도이다. 궤간은 9,000 mm (29 ft 6 5⁄16 in)로, 전 세계에서 가장 넓은 궤간을 가진 철도이다. 건설 당시 이 현대 공학 기술은 선박을 90분 만에 물리적으로 이동시킬 수 있도록 했다.

## 같이 보기
- 러시아의 발전소 목록